# Сонобэ, Гисабуро
Гисабуро Сонобэ (яп. 薗部 儀三郎 Сонобэ Гисабуро:, 6 ноября 1911 — 31 марта 2024) — японский супердолгожитель, чей возраст подтверждён Группой геронтологических исследований (GRG) и Группой LongeviQuest (LQ). Старейший живущий мужчина Японии с 15 ноября 2022 года до своей смерти. Гисабуро Сонобэ скончался в возрасте 112 лет 146 дней.

## Биография
Гисабуро Сонобэ родился 6 ноября 1911 года в Японии.
Сонобэ много лет работал преподавателем японского языка и обществознания, был учителем средних классов школы в г. Минамибосо и старших классов школы в г. Татэяма.
После выхода на пенсию он работал библиотекарем до 80 лет.
6 ноября 2011 года, когда он отпраздновал своё 100-летие, его приветствовали бывшие ученики. Они присылали ему новогодние открытки, и когда ему исполнилось 110 лет.
Гисабуро Сонобэ жил в Татеяме, префектура Тиба, Япония. Он являлся последним известным японцем, родившимся в эпоху Мэйдзи.
Скончался 31 марта 2024 года на 113-м году жизни.

## Рекорды долголетия
- 15 ноября 2022 года Гисабуро Сонобэ стал старейшим живущим мужчиной Японии.
- 6 ноября 2023 года Гисабуро Сонобэ стал 53-м мужчиной в мире, достигшим 112-летнего возраста.
- Последний мужчина из подданных императора Мэйдзи.